# 네덜란드계 미국인
네덜란드계 미국인(영어: Dutch American, 네덜란드어: Nederlandse Amerikanen)은 미국에 거주하는 네덜란드계 사람들을 지칭하는 말이다.
1609년 헨리 허드슨의 네덜란드 동인도 회사를 대신하여 미국 동부 해안 지역 탐험에 이어 네덜란드인들의 아메리카 대륙 정착이 1613년에 시작되었다. 그때부터 현재 뉴욕의 전신인 뉴암스테르담을 포함한 마을들이 네덜란드 이민들에 의하여 설립되었다. 2000년 미국 인구조사국에 의하면 5백만명 이상의 미국인들이 총 혹은 일부분의 네덜란드 혈통을 가지고 있다고 나왔다. 오늘날 네덜란드계 미국인의 다수는 미시간, 캘리포니아, 몬태나, 미네소타, 뉴욕, 위스콘신, 아이다호, 유타, 아이오와, 오하이오, 웨스트버지니아와 펜실베이니아에 살고 있다.

## 오늘날 미국 영토에서 네덜란드인들의 존재

### 초기 탐험

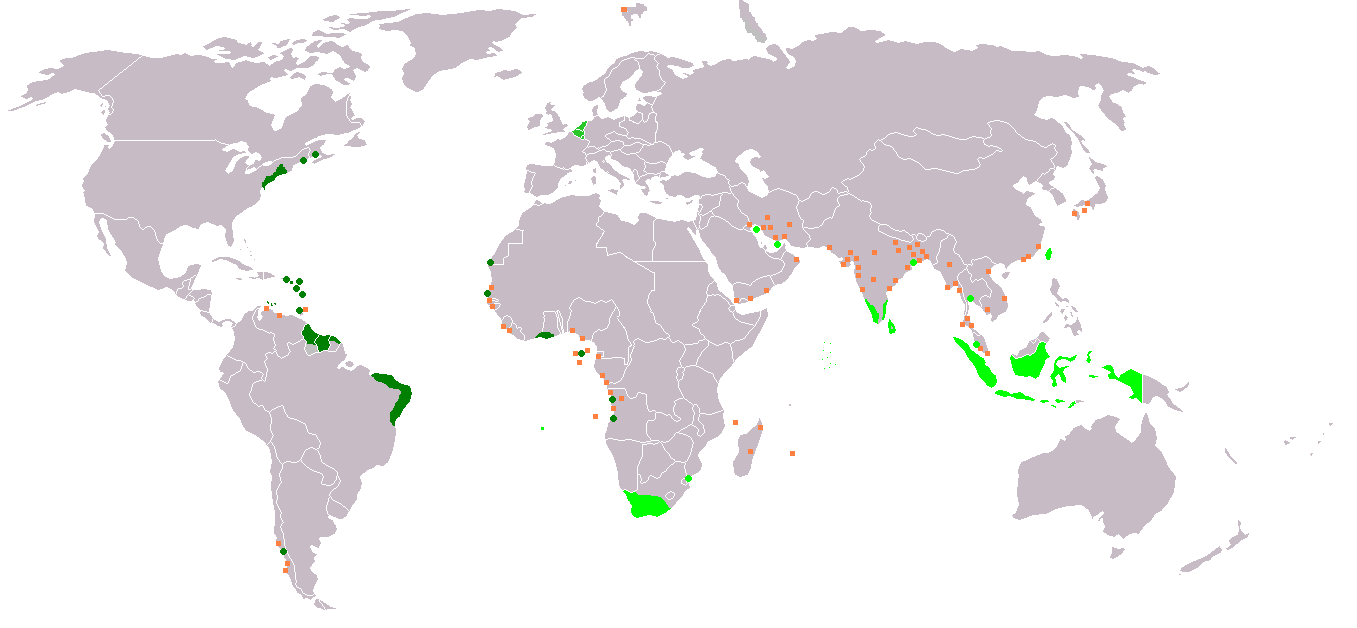
네덜란드 제국의 지도

아프리카의 곶을 주항하는 데 자신들의 긴 항로에 무역선들의 큰 손실을 당한 이유로, 이른바 네덜란드 동인도 제도와 향료 무역은 항해인들에 높은 위험과 조사인들에게 배를 위탁하고 갖추어 무역품들을 마련하는 데 자원들을 마련하기에 매우 위험하였다. 한 세기를 넘어 서로 값을 매긴 개인적인 상인들은 1602년에 설립된 다국적 상회들을 공동적으로 거래한 세계 최초의 주식회사인 네덜란드 동인도 회사로 이끈 단체에 가입하면서 더 위대한 이득과 더 낳은 위험의 분배를 깨달았다. 이 회사는 가장 큰 재정적 위험을 가져갔으나 길고 위험한 항해는 남아있었다. 이 위험을 줄이는 데는 물론 많은 탐험가들은 얼음 봉쇠로 인한 당시의 불가능을 모른 북쪽으로 여행을 추구하였다. 그러나 돌아오는 길에 다른 항해인들이 태평양으로 향하는 북쪽의 항해로를 찾는 원정을 실패하자, 첫 네덜란드 상선이 현재 뉴욕 항에 도착하였다.
1602년 네덜란드 정부는 인도 제국으로 탐험 여행의 임무와 함께 네덜란드 공화국을 위한 여러 미지의 영토들을 주장하여 네덜란드 동인도 회사를 특허하였다. 아메리카 대륙에 온 첫 네덜란드인들은 1609년 영국의 선장 헨리 허드슨의 명령 아래 도착한 탐험가들이었으며 데 할베 멘(De Halve Maen) 호에서 현재 허드슨강으로 알려진 지역을 제도하였다. 그들의 시초 목적은 아시아로 향하는 대체 항로를 찾는 것이었으나 대신 좋은 농장 지대와 넉넉한 야생 생물을 찾았다.

### 가장 오래된 네덜란드인의 정착
가장 초기의 네덜란드인의 정착은 1613년에 세워졌으며 그해 겨울에 허드슨강을 항해하는 동안에 불을 발견한 선장 아드리엔 블록의 명령 아래 테이헤르(Tijger, 네덜란드어로 호랑이의 뜻) 호의 선원들에 의하여 지어진 작은 오두막집들로 이루어졌다. 배는 잃어버렸고 블록 선장과 그의 선원들은 물가에 진역을 설립하였다. 봄에 블록과 그의 부하들은 롱아일랜드 해안을 따라 어떤 탐험을 하였다. 블록섬은 아직도 그의 이름을 지니고 있다. 결국 그들은 다른 네덜란드 배에 의하여 보이면서 구출되었으며 정착은 버림받고 말았다.

### 17세기의 이동

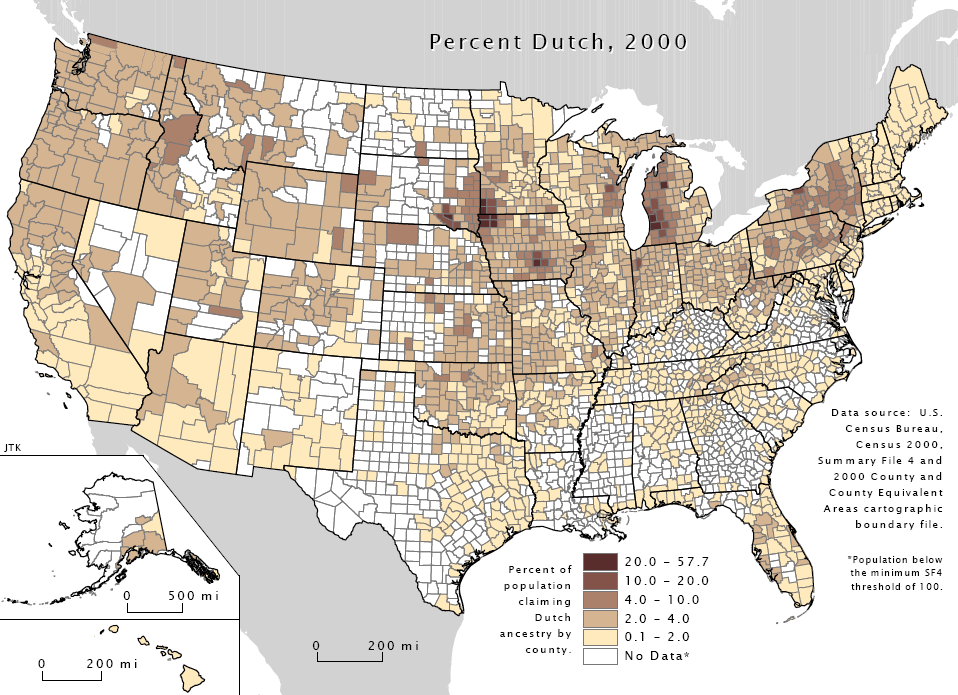
네덜란드계 미국인들의 분포

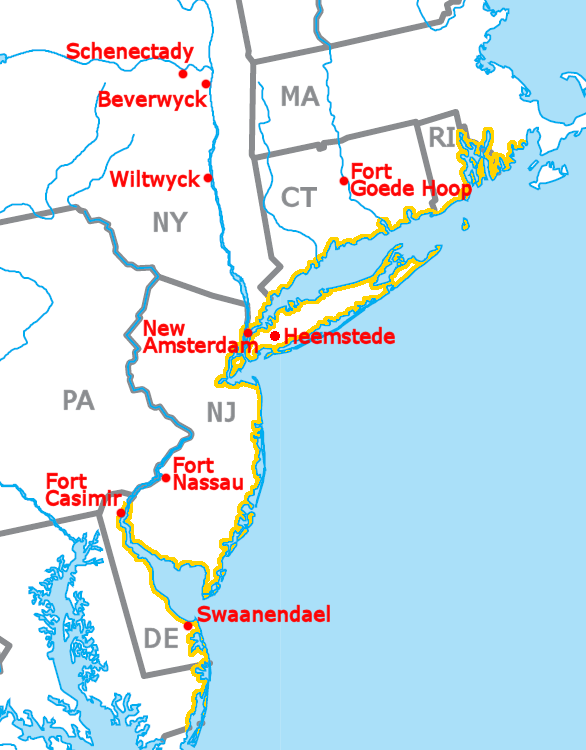
북아메리카의 주요 네덜란드 식민지들

1629년 네덜란드의 공무원들은 자신의 비용에서 아메리카에 50명의 식민주의자들을 데려갈 아무에게 "자유와 면제"를 약속한 계획을 통하여 북부 식민지를 넓히려 하였다. 이 일을 실행한 어느 누구나 네덜란드 서인도 회사로부터 약 12 마일의 허드슨강 유역을 따라 뻗어있는 대지를 살 수 있었으며 주인이 원하면서 내륙 만큼 늘렸다. 이 지주들은 자신들의 영토들에 관할권을 완성함은 물론, 통상의 특권을 늘이기도 하였다. 또한 영속에서 이런 권리들을 받기도 하였다. 이 방향으로 네덜란드 공화국에서 사라진 봉건 제도의 형성이 북아메리카에 소개되었다. 지주권은 성공하지 못하였고 1635년 네덜란드 서인도 회사는 원래 암스테르담에서 허가된 5척의 지주선들 중에 4척을 다시 가져왔다.
이 당시 인디언들은 자신들의 대지들을 파는 데 더 이상 상담을 받거나 의문되지 않았고, 네덜란드인들은 새로운 현상 - 인디언의 습격과 함께 맞서게 되었다. 이제 지방적 종족들이 네덜란드인들이 방문객들이 아닌 것을 알아차리면서 정착인들은 그들의 땅을 차지하는 데 세웠다.
네덜란드인들은 가난한 시민들을 대신하여 부유한 시민들에게 큰 특권들을 부여하면서 자신들이 잘못된 접근으로 빠졌다는 것을 알아차렸다. 이 일은 1656년 네덜란드 국가가 자신들의 무저항을 버리고 뉴네덜란드를 활동적으로 성원하는 데 결정할 때까지 일어나지 않았다.
모든 이 결과는 인구가 1648년 2천명에서 1660년 1만명으로 측정되면서 늘어났다. 뉴네덜란드는 네덜란드의 따이었어도 정착자의 절반 만이 네덜란드인들(다른 절반은 주로 왈롱인들과 프랑스 위그노들)이었고 맨해튼은 다문화적으로 증대하였다. 시골 지역들은 다음 2세기 동안에 압도적으로 네덜란드인들로 남아있었다. 1664년 영국인들이 식민지를 차지하여 뉴욕으로 재명하였다. 네덜란드인들은 간단히 탈환하였으나 평화 회담에서 더욱 유익한 남아메리카의 수리남을 위한 무역에 결정을 내렸다.

### 18세기와 19세기의 이동

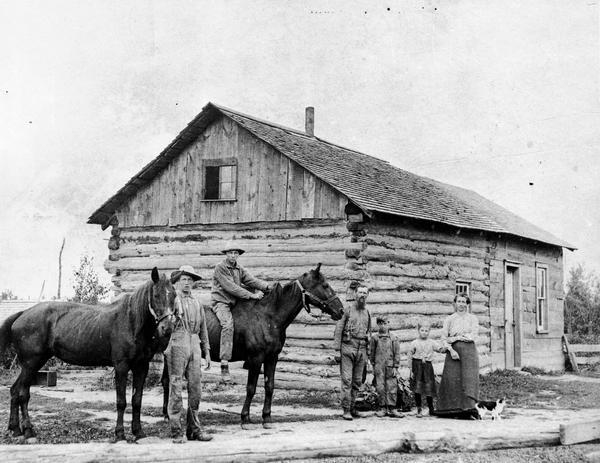
위스콘신주에 있던 전형적 네덜란드인 농가

뉴네덜란드 소유의 변화를 이은 100년간의 영국 통치에서 미국으로 네덜란드 이민은 거의 정지로 완료되었다. 영국이 식민지를 차지한 후에 1683년 현재 저먼타운을 설립한 200명의 네덜란드 남성과 여성들의 결성적 정착자들의 다수 단체 만이었다.
이 정착자들의 대부분은 윌리엄 펜의 호소에 책임을 지고 온 퀘이커 교도들이었다. 자신이 네덜란드계 영국인이던 펜(어머니가 로테르담에서 건너왔음)은 자신이 몇몇의 팜플렛을 발간한 네덜란드를 3번이나 방문하였다. 저먼타운은 현재 독일인 계통들이 산다고 생각되어 왔으나 18세기의 시작까지 거의 독점적으로 네덜란드인들로 남아있다. 그러고나서 독일인 이민들 만이 추진력을 얻어 곧 지역을 지배하였다.
19세기 초기 동안에 네덜란드인 농부들의 다수가 높은 세금과 낮은 임금에 의하여 강요되자 미국으로 이민을 시작하였다. 그들은 중서부, 특히 미시간주, 일리노이주와 아이오와주에 정착하였다. 1840년대에 더 많은 종교적 자유를 욕구한 칼뱅주의 이민들이 미국으로 건너갔다. 특히 미시간주 서부는 네덜란드계 미국인의 문화와 함께 제휴되었으며, 높은 보수적 영향의 네덜란드 개혁 교회가 홀랜드와 그랜드 래피즈 같은 도시들에 중심을 잡고 있다.
네덜란드 로마 가톨릭교회 이민들의 경향은 기초적으로 네덜란드 남부에서 위스콘신주, 특히 홀랜드타운, 리틀 슈트와 외부의 농촌 지역들에 공동체를 형성한 테오도어 J. 반 덴 브룩 신부에 의하여 용기를 얻었다. 전체의 가족들과 이웃들 마저도 미국을 위해 떠났다. 이 초기 이민들의 대부분은 젤란트, 부켈, 밀, 오플로오 헤메르트를 포함한 우덴 근처의 마을들에서 왔다.
1840년대의 네덜란드 경제는 활기가 없었고 이동하는 데 거의 자극이 정치적이나 종교적이기 보다 경제적이었다. 미국에서 도항, 비용과 토지 구매의 가격이 상당하면서 이민자들은 가난하지 않았다. 가난하지 않았어도 부유하고 많은 이들이 경제적 향상의 기회에서 자신들의 재산의 대부분을 위험에 놓일 뻔하였다. 또한 집단적 가톨릭 이민들에 호의를 가진 그 당시에 정치적 압박이 있었다.

### 20세기의 이동
제2차 세계 대전 후에 상당한 수의 네덜란드인들이 인도네시아로부터 네덜란드를 거쳐 미국으로 이민을 갔다. 네덜란드령 동인도로 전까지 알려진 인도네사아가 독립을 얻은 후에 인도-유럽인(유라시안) 인구가 네덜란드로 귀국하였다. 이 특이한 단체는 네덜란드계 인도네시아인, 인도네시아계 네덜란드인 혹은 아메린도로 알려졌다.
이 네덜란드계 인도네시아인들은 입법적 난민 법령 아래에 주로 미국에 입국하였으며, 교회 세계 사업과 가톨릭 구원 사업 같은 기독교 기구들에 의하여 후원되었다. 미국 인구 조사국이 자신들의 자결주의적 민족 제휴에 의하여 국민들을 분류하면서 인도네시아 이민들의 정확한 총수는 유효하지 않다. 그러나 입법적 난민 법령을 통하여 미국에 정착한 그들의 수는 2만 5천명 이하였다.
이미 엄한 '후원의 선서서' 정책으로 부착된 1948년의 초기 전쟁 이후의 난민 입법은 아직도 인도네시아인들이 미국으로 이주하는 데 어렵게 만든 피부색 차별로 유지되었다. 1951년 안으로 네덜란드에 있는 미국 영사관들은 3만 3천 500개의 청구를 등록하여 3~5년 간을 기다렸다. 또한 1953년 월터-맥캐런 법령은 아시아로부터 이민들을 극소화시키는 전통적 미국의 법률로 부착하였다. 친공산주의적으로 주장된 수카르노 행정부로부터 난민들로서 네덜란드 외무부가 인도네시아인들에 윤곽을 그리려고 시도하였어도, 인도네시아를 위한 해마다 인원 할당수가 100개의 비자들로 단축되었다.
1953년 네덜란드에서 일어난 홍수 재해가 50% 이하가 유럽인의 혈통을 가진 1만 5천명의 네덜란드인들을 위한 지위를 포함한 난민 구원 법령에 법적과 정치적 기록을 결점없는 결과를 가져왔다. 1854년 사실 187개의 비자들만이 허가를 받았다. 부분적으로 수카르노 행정부에 반서방 수사학과 정책들에 영향을 받은 반공주의자 상원 프랜시스 E. 월터는 1957년 난민 구원 법령의 두 번째 기간, 이듬해 1만 5천개의 비자들의 지위들을 위한 추가를 위하여 탄원하였다.
1958년 패스토어-월터 법령은 인도네시아에서 건너온 1만명의 네덜란드인들의 수납에 한번 만을 위한 허락을 통과하였다. 그러나 그것은 이 네덜란드 난민들의 10% 만이 사실상 인도네시아인들과 혼혈이라는 희망에 놓였으며 헤이그의 미국 대사관은 민족적 자세에 더욱 엄한 캐나다와 함께 좌절되었다. 1960년에 아직도 패스토어와 월터 상원은 더 큰 수의 네덜란드계-인도네시아인들에 의하여 쓰여진 자신들의 법령을 위한 두 번째 2년 기간을 처리하였다.

## 네덜란드(계 미국인)인들의 미국에 영향
- 미국 독립 전쟁이 일어나는 동안에 네덜란드인들은 미국 반란군들의 활동적인 연합군들이었다. 신트외스타티우스 섬으로부터 그들은 13개의 식민지들에 무기들을 얻는 데 어떤 기회들 중에 하나를 주었다. 1778년 영국의 스터몬트 경은 "신트외스타티우스 섬이 3년 전에 가라앉았다면 영국은 조지 워싱턴과 이미 취급을 했을 것이다."고 주장하였다.

- 네덜란드인들은 국기에 처음으로 경례를 하였고, 그 결과 1776년 11월 16일에 미국의 독립에 처음으로 인정을 하였다.

- 1803년의 루이지애나 매입은 가끔 미국 독립 선언 이후에 미국 역사상 가장 중요한 사건들 중에 하나로 보고 있다. 당시에 15천만 달러의 총금액이었고 3개의 방향으로 융통되었다. 처음으로 미국 정부에 의한 금에서 3백만 달러의 계약금에 의하여, 그러고나서 2개의 대부금 - 하나는 런던에 기지를 둔 배링스 은행과 또 하나는 암스테르담에 기지를 둔 호페 은행에 의하여 융통되었다. 원래의 영수증은 아직도 존재하며 현재 암스테르담에 본부를 둔 네덜란드 ING 그룹의 재산이다.

- 1626년 페터 미노이트는 총 60 휠던(24 달러)의 가격과 함께 상품 거래에서 인디언들로부터 맨해튼 섬을 획득하였다. 그는 뉴욕의 전신인 뉴암스테르담을 설립하였다. 설립된 다른 정착지들의 이름들이 어떤 뉴욕의 구역과 이웃들에 아직도 존재하고 있다 - 브루클린(브루켈렌), 스태튼아일랜드(네덜란드 의회의 네덜란드어 이름인 '스타텐헤네랄'의 이름을 땄음), 할렘(하를럼의 이름을 땄음), 코니아일랜드("토끼의 섬"을 의미하는 코네이넨 에일란트)와 플러싱(블리싱엔).

- 5명의 대통령들이 네덜란드인의 선조를 두고 있다:
  - 마틴 밴 뷰런 - 8대 대통령. 민주당의 주요 결성자였으며, 첫 비영국계 대통령이다. 그는 제1어가 영어가 아닌 네덜란드어였다.

- - 시어도어 루스벨트 - 26대 대통령. 자신의 개성으로 유명하였다 - 자신의 정력, 흥미와 성과들의 막대한 범위, 남자다운 용모와 "카우보이" 적인 인격. 1901년 윌리엄 매킨리의 암살에 이어 대통령이 되었으며, 공화당을 진보적인 지부로 옮기는데 추구한 진보당의 개혁자였다. 미국 대통령으로서 최초의 노벨평화상 수상자.

- - 프랭클린 D. 루스벨트 - 32대 대통령. 4번이나 선출되어 1933년부터 1945년까지 임기를 지냈고 2번 임기 이상을 지낸 단 하나의 대통령이다. 20세기의 중앙적 인물인 그는 학술적인 조사에서 위대한 3명의 미국 대통령들 중에 하나로 평가되었다.

- - 조지 H. W. 부시와 조지 W. 부시 - 41대와 43대 대통령. 부시 부자는 샤윌레르 집안의 일원으로 간주하고, 자신들의 선조들 사이에 베크만 가족과 친척 관계이다.[12]

## 네덜란드계 미국인 유산의 날
1990년으로 보아서 11월 6일은 "네덜란드계 미국인 유산의 날"이다. 1776년 11월 16일 작은 미국의 군함 앤드루 도리아 호가 서인도 제도의 네덜란드령 신트외스타티우스 섬의 항구로 항해하였다. 단 4개월 전에 미국은 영국으로부터 자신들의 독립을 선언하였다. 미국의 선원들은 섬의 총독이 자신의 요새에 있는 대포들은 우호적 경례에서 발사하도록 할 때에 매우 기뻤다. 외국인의 권력에 의하여 성조기로 주어진 이 최초의 일은 위험하고 용기적인 활동이었다. 참으로 반란이 일어나는 식민지와 함께 네덜란드의 무역과 금지가 화가나면서 영국은 그 섬을 몇년 후에 포획하였다. 1784년에 네덜란드가 그 섬을 재탈환하였다.

## 네덜란드-미국 우호의 날
4월 19일은 네덜란드-미국 우호의 날로 알려졌는데, 2대 대통령이 된 존 애덤스가 헤이그의 네덜란드 국회에서 그 날을 받아 미국의 전권 공사로 인정을 받던 날로 기억되어서이다. 그날은 또한 세계 최초의 미국 대사관이 된 헤이그의 플뤼벨렌 뷔르흐발(Fluwelen Burgwal) 18번지의 집을 구매한 날이기도 하다.

## 네덜란드 유산의 축제들

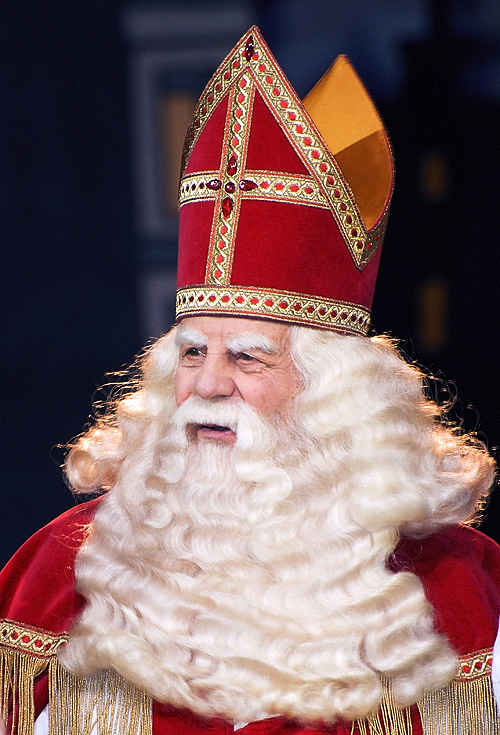
네덜란드식 산타 클로스인 신트클라스 (Sinterklaas).

미국 전역에서 열리는 많은 네덜란드 유산의 축제들은 특별한 지방에서 튤립이 피어남과 동시에 일어난다. 미시간주의 홀랜드에서 열린 튤립 타임 축제는 아이오와주 펠라에서 열리는 펠라 튤립의 날과 오린지 시티에서 열리는 튤립의 축제, 일리노이주 풀턴에서 열린 네덜란드인의 날, 위스콘신주 볼드윈에서 열리는 가자, 네덜란드인의 날, 워싱턴주 오크 하버에서 열리는 홀랜드 해프닝과 린던에서 열리는 네덜란드의 날, 오리건주 우드번에서 열리는 나무신 튤립 축제와 더불어 가장 큰 축제이다.
그들의 다른 축제들로는 뉴욕주 헴스테드에 있는 호프스트러 대학교에서 열리는 네덜란드인의 축제와 캘리포니아주 롱비치에서 열리는 네덜란드 축제가 있다. 전통적인 네덜란드인의 명절 때의 장 축제가 위스콘신주 리틀 슈트에서 10월에 벌여진다. 11월 후순과 12월 초순에 미시간주 홀랜드에서 열리는 네덜란드인의 겨울 축제는 "네덜란드식 산타 클로스"인 신트클라스의 전통적인 도착과 함께 동시에 일어난다.

## 종교
미국에서 개혁 교회의 시작은 1628년으로 거슬러 올라간다. 뉴욕주와 뉴저지주에는 유럽에서 훈련받은 목사들에 의하여 섬겨진 65개의 집회가 있었다. 학교는 몇몇 밖에 없었으나 1766년 "퀸스 칼리지"(루트거스 대학교)를 형성한 자신들의 각자 목사들을 획득하게 되었다. 1771년 100개 이상의 교회들에 34명의 목사들이 있었다. 1764년까지 뉴욕의 3개 이하의 네덜란드인 교회들은 네덜란드어로 설교되었고, 시어도어 루스벨트는 1810년 만큼 늦은 때에 자신의 조부의 교회가 네덜란드어를 사용하였다고 보고하였다.
미국에서 네덜란드 이민들의 뿌리를 둔 다른 교회들로는 기독교 개혁 교회, 프로테스탄트 개혁 교회, 연합 개혁 교회, 네덜란드 개혁 집회, 유산적 네덜란드 개혁 집회와 자유 개혁 교회를 포함한다. 개혁 교회들과 더불어 로마 가톨릭교회는 네덜란드계 미국인들의 다른 주요 종교이다. 1848년에 시작되어 노르트브라반트주와 헬데를란트주 남부에서 온 로마 가톨릭의 상당한 수가 위스콘신주 북동부에 많은 정착지들을 창립하였다.

## 네덜란드계 미국인들의 인구
1820년과 1900년 사이에 네덜란드로부터 34만 명의 사람들이 미국으로 이민을 떠났다. 제2차 세계 대전 직후에 수만명의 네덜란드 이민들이 그들에게 가입하면서 주로 캘리포니아 주와 워싱턴 주로 이주하였다. 미시간주와 아이오와 주의 몇몇의 군들은 네덜란드계 미국인들이 가장 큰 민족 단체로 남아있다. 오늘날에는 네덜란드계 미국인의 대부분(27%)는 캘리포니아 주에 살며, 뉴욕 주, 미시간주와 펜실베이니아 주가 그 다음이다.
2000년 미국 인구 조사국에 의하면 5백만명 이상의 미국인들이 총 혹은 일부의 네덜란드 유산을 두고 있다고 주장한다. 특히 그들은 미시간주 그랜드 래피즈, 아이오와주 수 시티와 디모인, 일리노이주 풀턴, 오하이오주 클러리빌 지역들에 집중되어 있다. 이 지역들은 미시간주 홀랜드와 질랜드, 아이오와주 펠라와 오린지 시티 같은 19세기에 네덜란드 정착자들에 의하여 창립된 촌들과 마을들과 둘러싸여 있다. 다른 네덜란드인들의 집단 거주지들로는 워싱턴주 린던, 캘리포니아주 리펀과 뉴저지 주의 몇 군데를 포함한다. 1927년으로 봐서 주로 노르트브라반트 주와 림뷔르흐주에서 미국으로 이민을 온 4만명의 네덜란드인 정착자들 만큼 위스콘신주 리틀 슈트 근처 지역에 크게 집중되어 있다고 측량되었다. 20세기 초기 안으로 리틀 슈트는 미국에서 가장 큰 네덜란드 가톨릭 공동체였다.
캘리포니아 주에서 샌조아퀸 삼각주는 1850년대에 캘리포니아가 주로 승격된 이래 네덜란드 벨기에, 프리지아에서 온 정착자들이 도착하면서 이 3개의 영향력을 지니고 있다. 그들은 늪의 물을 빼고 폴더와 샌프란시스코 만으로 흘러가는 새크라멘토와 샌조아퀸 강들을 후퇴시키는 데 건설적 둑 같은 인조의 섬들을 창조하였으며, 그 지역들을 기름진 농장 지대로 변화하여 스톡튼 같은 내륙 항구들을 세웠다. 벨기에인들을 위해 이름이 지어진 래스롭, 리오비스타와 프렌치 캠프 같은 그들의 공동체들은 왈롱어와 플라망어 지역 양쪽에서 왔다.
네덜란드계 미국인들 사이에 포함되지 않은 것들은 식민지 시절 펜실베이니아 주에 정착한 독일계 미국인 단체 "펜실베이니아 더치"인데, 네덜란드의 뜻을 지닌 Dutch가 아닌 독일의 뜻 "Deutsche(도이치)"에서 철자를 바꾼 것이다.

## 두드러진 네덜란드계 미국인들
하르멘 얀센 크니케르보케르(후에 니커보커로 알려짐)는 뉴욕주 허드슨강 유역의 초기 네덜란드인 정착자였다.
예술에서는 빌럼 데 쿠닝이 지도력있는 추상적 표형 화가였으며, 가끔 맹렬한 화법에서 인간의 형성을 묘사하였다. 벽화가 앤서니 하인스버겐의 실내 장식은 아직도 세계 영화관의 대부분에서 보이는 편이다.
문학에서는 얀-빌럼 판 더 베테링이 자신의 탐정 소설로 명성을 얻었다. 에드워드 W. 보크는 퓰리처상을 수상한 자서전 작가이자 잡지 편집자였다. 그레타 밴 슈스터런의 아버지는 네덜란드계 미국인이었다. 캘빈 지글러는 19세기에 펜실베이니아 더치로 시집을 펴냈다. 펜실베이니아 더치는 라인란트에서 쓰이는 독일어이며 네덜란드어는 절대 아니었다. 다작의 시인 리오 브로맨은 나치 점령의 네덜란드를 탈출하여 네덜란드 동인도로 건너왔으나 일본군 수용소에 갖히고 말았다. 전쟁이 끝난 후에 그는 미국으로 이민을 갔다. 그의 네덜란드계 인도네시아인 친구이자, 수용소 생존자이며 작가인 턀리에 로빈슨도 자신이 몇몇의 문화적 연구소들을 세운 미국에서 살았다. 〈오린지의 군인〉의 작가 에리크 하젤호프 룰프제마는 제2차 세계 대전 이 후에 미국으로 이민을 간 네덜란드 저항 투사, 간첩이자 훈장을 받은 전쟁 영웅이었다. 네덜란드령 동인도 자와섬에서 태어나 하와이주의 자택에서 사망하였다.
연예계에서 배우, 사회자인 딕 반 다이크는 네덜란드계이며 60년간 경력을 보냈다. 그는 《메리 파핀스》, 《치티 치티 뱅 뱅》, 《딕 반 다이크 쇼》 같은 출연 역할로 가장 잘 알려졌다. 네덜란드에서 태어나 1981년 《나이트호크》에 자신의 헐리우드 데뷔를 한 루트거 하우어도 명성을 얻기 시작하였다. 음악인 에디오 앨릭스 반 헤일런은 네덜란드인 아버지와 네덜란드계 인도네시아인 어머니 사이에 태어났다. 가수 휘트니 휴스턴도 네덜란드인의 혈통이 섞인 편이다. 《심슨 가족》과 《퓨처라마》의 작가 맷 그루닝은 네덜란드 메노파인의 자손이며, 그의 성은 네덜란드의 도시 흐로닝언에서 나온 것이다.
정치에서 페터 스토이베산트는 뉴네덜란드 식민지의 마지막 장관이었다. 그는 위대하게 오늘날 뉴욕으로 알려진 뉴암스테르담의 정착을 넓혔다. 스토이베산트의 행정은 월스트리트 지역에 보호적인 벽을 세우고 브로드웨이 스트리트(오늘날의 브로드웨이)가 된 지역에 운하를 지었다. 이름난 스튜이베전트 고등학교와 브루클린의 흑인가 스튜이베전트-베드퍼드는 모두 그의 이름을 딴 것이다. 시어도어와 프랭클린 루스벨트는 네덜란드 계통일 뿐 아니라 친척 관계이다. 마틴 밴 뷰런이 다른 네덜란드계 미국인 대통령이다. 마틴 캡플라이시는 뉴욕주 하원을 지냈다. 오늘날 피트 훅스트라는 미시간주의 장기적 의원이다. 제이컵 애런 웨스터벨트는 명성과 다작의 조선 기사이자, 뉴욕의 시장(1853~55)이었다.
과학과 기술에서는 니콜라스 블룸베르헌이 자신의 레이저 분광학에 업적으로 1981년 노벨 물리학상을 수상하였다. 또한 그에게 1978년 로렌츠 메달이 수여되었다. 물리학자 새뮤얼 에이브러햄 구드스미트와 조지 유진 울런베크는 전자 스핀의 발상을 제안하였다. 구드스미트는 또한 맨해튼 계획에서 앨러스 임무 시행의 과학적 우두머리이기도 하였다. 찰링 코프만스는 1975년 노벨 경제학상의 수상자였다.
천문학에서는 마르텐 슈미트가 준성의 연구를 개척하였다. 천문학자 헤라르트 콰이페르는 우리의 태양계에서 두개의 달들을 발견하였고 그의 명예를 가린 콰이페르 벨트의 현존을 예언하였다. 인기있는 천문학자 바트 J. 보크는 1982년에 클럼크-로베츠 상과 1977년 브루스 메달을 수상하였다. 얀 실트는 실트 광도계를 발명하였다.
스포츠에서는 야구 선수이자 2회의 월드시리즈 챔피언 버트 블라이레븐이 자신의 커브로 명성을 얻었다.
종교에서는 1846년 미시간주의 홀랜드를 창립하는 데 네덜란드 이민들을 이끈 미국 개혁 교회의 목사 알베르투스 판 랄테가 있었다. 개혁 교회의 조직적 신학자인 루이스 버코프는 오늘날의 세미나와 바이블 칼리지에서 공부하였다. 신학자 허먼 훅스마는 프로테스탄트 개혁 교회의 창립에 참석한 이벤트들에서 도움이 되었다. 현저한 교회 작가 루이스 B. 스메데스는 성별과 용서에 종교적 전망을 논의하는 영향적 책인 〈용서와 잊음〉을 썼다.

## 같이 보기
- 유럽계 미국인